# Bohrs atommodell

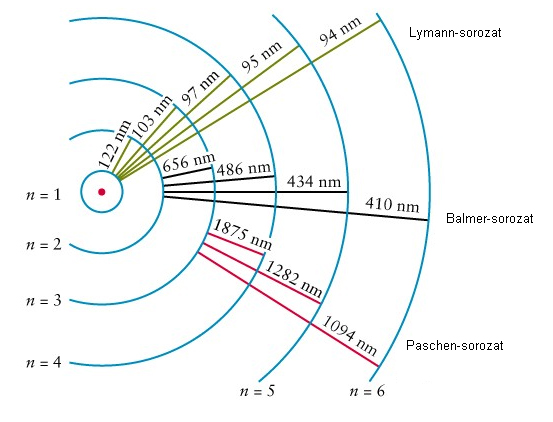
Bohratomens spektralvåglängder

Bohrs atommodell är den av Niels Bohr 1913 uppställda teorin för atomen enligt vilken elektronerna rör sig i cirkulära banor runt atomkärnan, där centripetalkraften ges av coulombkraften och rörelsemängdsmomentet är kvantiserat till ett heltal gånger Plancks konstant, nh/2π. Detta leder till att elektronen endast kan inta vissa specifika energinivåer. Då elektronen faller till en lägre energinivå utsänds ljus. När energinivån ökar, absorberas ljus. Med modellen kunde Bohr förklara spektrallinjerna hos väteatomen. En atom som beskrivs av denna modell kallas ofta Bohratom. 
Förutom en fysikalisk förklaring av Rydbergs formel för vätets spektrallinjer, gav Bohrs modell även atomernas storlek. Omloppsbanans radie (kallad Bohrradien) blir 
{\displaystyle a_{0}={\frac {4\pi \varepsilon _{0}\hbar ^{2}}{m_{e}e^{2}}}={\frac {\hbar }{m_{e}\,c\,\alpha }},}
där ε0 är den elektriska konstanten, {\displaystyle \hbar \ } är Plancks konstant dividerad med 2π, {\displaystyle m_{e}\ } är elektronens massa, {\displaystyle e\ } är elementarladdningen, {\displaystyle c\ } är ljushastigheten i vakuum och α är finstrukturkonstanten. Bohrradiens värde i SI-enheter är 5,29 177 210 544×10-11 meter = 0,529 177 210 544 ångström, med en uppskattad standardavvikelse på 0,000 000 000 082 ångström.